# Andy Carroll
Pour les articles homonymes, voir Carroll.
Andrew Thomas Carroll, plus connu sous le nom d'Andy Carroll, né le 6 janvier 1989 à Newcastle upon Tyne en Angleterre, est un footballeur international anglais qui évolue au poste d'avant-centre avec Dagenham & Redbridge.

## Carrière

### Débuts à Newcastle

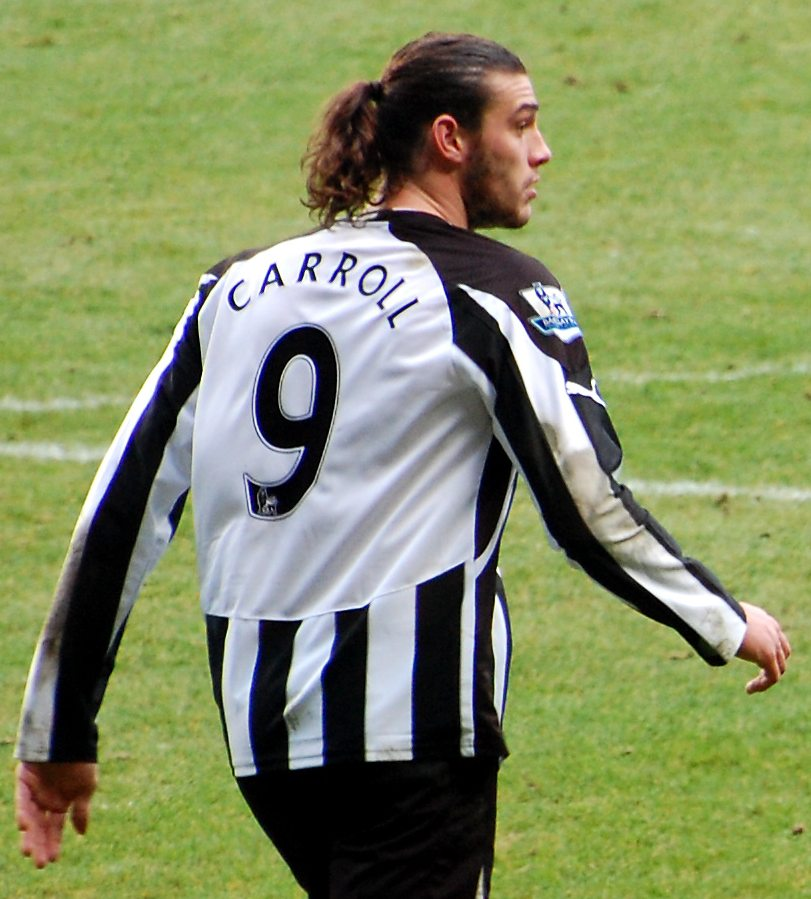
Carroll avec les Magpies

Formé chez les Magpies de Newcastle United, il est prêté à 18 mois au club de Preston North End où il joue seulement 12 fois au cours de la saison 2007-2008. De retour à Newcastle, il profite pendant la saison 2008-2009 des blessures de la plupart des attaquants pour marquer ses premiers buts en faveur de son club formateur. Auparavant, il fréquente la sélection nationale dans les différentes catégories de jeunes (8 sélections pour l'équipe d'Angleterre U-19 et 5 sélections pour l'Angleterre U-21).
Son talent est reconnu dans le pays au point d'attirer les convoitises de nombreux clubs du royaume au cours de l'été 2010. Finalement, il reste fidèle à son club formateur. Grand, athlétique, doté d'une belle détente, Andy Carroll se révèle finalement dès la seconde journée de la Premier League 2010-2011 en inscrivant le premier triplé de sa carrière contre Aston Villa.

### Transfert à Liverpool
Au terme du dernier jour du mercato hivernal 2010 et après cinq ans sous les couleurs des Magpies, Andrew Carroll est transféré à Liverpool pour plus de 40 M€. Il est alors le transfert le plus onéreux entre clubs anglais,il y retrouve une autre nouvelle recrue prometteuse, Luis Suarez. Ce transfert fait suite au départ de Fernando Torres pour Chelsea et doit permettre à des Reds loin de leur meilleur niveau de se reprendre en Premier League.
Dans les jours suivant son transfert, Carroll affirme qu'il ne souhaitait pas quitter Newcastle, mais que ses dirigeants lui auraient fait clairement comprendre qu'ils préféraient renflouer leurs caisses que prolonger son contrat.
Il joue son premier match avec les Reds lors de la victoire de Liverpool 3 buts à 1 face à Manchester United grâce à un hat-trick de Dirk Kuyt et un fabuleux match de Luis Suarez l'autre recrue offensive du mercato hivernal.
Carroll inscrit ses premier et deuxième buts avec son nouveau club lors de la rencontre opposant Liverpool à Manchester City (3-0), pour le compte de la 32e journée du championnat.
Andy Carroll vit une fin de saison compliquée, ne parvenant pas à marquer de nouveau.
La saison 2011-2012 commence tout aussi péniblement puisqu'il faudra attendre le 1er octobre et la 7e journée de championnat contre Everton lors du Merseyside derby pour le voir ouvrir son compteur en championnat (Il avait déjà marqué contre Exeter lors du deuxième tour de la League Cup). Il marque un nouveau but à West Bromwich Albion pour le compte de la 10e journée de Premier League. Malgré ce sursaut au mois d'octobre, Andy Carroll reste très médiocre dans le jeu, et se montre peu décisif.
La suspension de son compère en attaque Luis Suarez coïncide avec un impressionnant regain de forme. À partir du mois de janvier 2012, et ce jusqu'à la fin de la saison, Andy Carroll se montre plus disponible, combattant, se procure des occasions, permet à ses équipiers de s'en procurer, est meilleur dans son placement. Il commence par inscrire deux nouveaux buts en FA Cup, ainsi qu'un but à Molineux, contre Wolverhampton.
En l'espace de trois semaines, Andy Carroll va faire taire les nombreuses critiques dont il était victime depuis son arrivée à Anfield Road : le 10 avril 2012, il marque le but de la victoire à Blackburn (3-2) dans les derniers instants du match. Quatre jours plus tard, lors du match opposant les deux clubs de Liverpool à Wembley, il marque un but en fin de match qui offre à Liverpool la qualification en finale de FA Cup.
Le 5 mai 2012, lors de la finale de la FA Cup, Andy Carroll commence le match sur le banc. À la suite du second but de Chelsea, Kenny Dalglish le fait entrer en jeu. Il va faire vivre un véritable calvaire à la défense londonienne, grâce à ses déviations et à ses quelques duels remportés. Il trompe Petr Čech à la 64e minute d'une frappe puissante sous la barre, prouvant qu'il sait parfois utiliser ses pieds. À la 83e minute, il propulse le ballon dans le but d'un coup de tête rageur sur un service de Suarez, mais le but sera refusé malgré les insultes de Carroll à destination du corps arbitral.

### West Ham United
Le 30 août 2012, Carroll est prêté pour une saison à West Ham United avec option d'achat,.
Le 19 juin 2013, il rejoint définitivement le club en paraphant un contrat de six ans plus une septième année en option pour 18,1 millions d'euros.

### Retour à Newcastle United
Le 8 août 2019, Andy Carroll signe un contrat d'un an avec Newcastle. En deux saisons, le joueur ne marquera qu'un but en 43 rencontres et ne sera plus un titulaire indiscutable. Il quitte le club à la fin de son contrat.

### Suite de sa carrière en Championship
Après plusieurs mois sans contrat et désireux de retrouver du temps de jeu et son efficacité, le joueur n'hésite pas à redescendre d'une division pour évoluer en Championship et signe au Reading FC en novembre 2021 pour un contrat court jusqu'à janvier 2022 . Au terme de celui-ci, il termine la saison avec West Bromwich Albion, alors classé pour jouer la montée en premiere league mais qui finira à la dixième place du championnat. À l'aube de la saison 2022/2023, il s'engage à nouveau avec le Reading FC pour un contrat court mais prolongera finalement celui-ci en cours de saison jusqu'en 2024 . 

### Amiens SC
À la fin du mois d'août 2023, des négociations débutent entre le Reading Football Club, relégué en troisième division anglaise, et l'Amiens Sporting Club concernant Andy Carroll, sous contrat jusqu'en juin 2024. Il arrive sur Amiens, le 29 août, et visite les installations du club le lendemain. Le 31 août 2023, l'ancien international anglais résilie son contrat avec Reading.
Le 1er septembre 2023, Carroll s'engage officiellement avec l'Amiens SC pour une durée de deux saisons,. L'annonce de cette signature entraîne la mise hors-service du site internet du fait d'un trop grand nombre de connexions.

### Bordeaux
Andy Carroll rejoint les Girondins de Bordeaux en septembre 2024.
Il déclare qu'il a été courtisé par de nombreux clubs Saoudiens et Émiriens et que c'est "le choix de la passion" de rejoindre les Girondins. Il marque deux doublés lors de ses deux premiers matchs (Chateaubriant 2-2 / Saumur 2-1) 
Il inscrit un nouveau but lors de la 8e Journée face à Avranches permettant la première victoire au Matmut en National 2 devant 10 500 supporters.

### En sélection
Carroll est appelé en sélection pour la première fois par Fabio Capello le 17 novembre 2010. Il est titulaire pour affronter l'équipe de France à Wembley, mais ne pourra rien faire pour empêcher  la victoire des Bleus.
Il marque son premier but avec l'Angleterre lors du match nul (1-1) contre le Ghana le 29 mars 2011, d'une frappe puissante dans la surface, qui ne laissa aucune chance au gardien ghanéen.
Le 16 mai 2012, il est convoqué par le sélectionneur anglais Roy Hodgson dans la liste des 23 joueurs pour l'Euro 2012.
Le 15 juin 2012, il est titularisé à la pointe de l'attaque anglaise contre la Suède, comptant pour la deuxième journée de la phase de poule de l'Euro 2012. Il ouvre le score dans ce match, d'un superbe coup de tête, inscrivant son deuxième but avec les Three Lions, sur un magnifique service de son capitaine et coéquipier en club, Steven Gerrard. Le match est remporté finalement 3 buts à 2 par les Anglais et Carroll est crédité d'une très bonne prestation.

## Statistiques détaillées

### En club
| Saison                | Club                     | Championnat           | Championnat | Championnat | Coupe nationale | Coupe nationale | Coupe de la Ligue | Coupe de la Ligue | Supercoupe | Supercoupe | Compétition(s) continentale(s) | Compétition(s) continentale(s) | Compétition(s) continentale(s) | Total | Total |
| Saison                | Club                     | Division              | M.          | B.          | M.              | B.              | M.                | B.                | M.         | B.         | Comp.                          | M.                             | B.                             | M.    | B.    |
| 2006-2007             | Newcastle United         | Premier League        | 4           | 0           | 1               | 0               | -                 | -                 | -          | -          | C3                             | 2                              | 0                              | 7     | 0     |
| 2007-2008             | Newcastle United         | Premier League        | 4           | 0           | 2               | 0               | -                 | -                 | -          | -          | -                              | -                              | -                              | 6     | 0     |
| 2008-2009             | Newcastle United         | Premier League        | 14          | 3           | 2               | 0               | -                 | -                 | -          | -          | -                              | -                              | -                              | 16    | 3     |
| 2009-2010             | Newcastle United         | Championship          | 39          | 17          | 3               | 2               | -                 | -                 | -          | -          | -                              | -                              | -                              | 42    | 19    |
| 2010-2011             | Newcastle United         | Premier League        | 19          | 11          | -               | -               | 1                 | 0                 | -          | -          | -                              | -                              | -                              | 20    | 11    |
| Sous-total            | Sous-total               | Sous-total            | 80          | 31          | 8               | 2               | 1                 | 0                 | -          | -          | -                              | 2                              | 0                              | 91    | 33    |
| 2007-2008             | Preston North End (prêt) | Championship          | 11          | 1           | -               | -               | 1                 | 0                 | -          | -          | -                              | -                              | -                              | 12    | 1     |
| 2010-2011             | Liverpool FC             | Premier League        | 7           | 2           | -               | -               | -                 | -                 | -          | -          | C3                             | 2                              | 0                              | 9     | 2     |
| 2011-2012             | Liverpool FC             | Premier League        | 35          | 4           | 6               | 4               | 6                 | 1                 | -          | -          | -                              | -                              | -                              | 47    | 9     |
| 2012-2013             | Liverpool FC             | Premier League        | 2           | 0           | -               | -               | -                 | -                 | -          | -          | -                              | -                              | -                              | 2     | 0     |
| Sous-total            | Sous-total               | Sous-total            | 44          | 6           | 6               | 4               | 6                 | 1                 | -          | -          | -                              | 2                              | 0                              | 58    | 11    |
| 2012-2013             | West Ham United (prêt)   | Premier League        | 24          | 7           | -               | -               | -                 | -                 | -          | -          | -                              | -                              | -                              | 24    | 7     |
| 2013-2014             | West Ham United          | Premier League        | 15          | 2           | -               | -               | 1                 | 0                 | -          | -          | -                              | -                              | -                              | 16    | 2     |
| 2014-2015             | West Ham United          | Premier League        | 14          | 5           | 2               | 0               | -                 | -                 | -          | -          | -                              | -                              | -                              | 16    | 5     |
| 2015-2016             | West Ham United          | Premier League        | 27          | 9           | 4               | 0               | 1                 | 0                 | -          | -          | -                              | -                              | -                              | 32    | 9     |
| 2016-2017             | West Ham United          | Premier League        | 18          | 7           | 1               | 0               | -                 | -                 | -          | -          | C3                             | 3                              | 0                              | 22    | 7     |
| 2017-2018             | West Ham United          | Premier League        | 16          | 3           | -               | -               | 2                 | 0                 | -          | -          | -                              | -                              | -                              | 18    | 3     |
| 2018-2019             | West Ham United          | Premier League        | 12          | 0           | 2               | 1               | -                 | -                 | -          | -          | -                              | -                              | -                              | 14    | 1     |
| Sous-total            | Sous-total               | Sous-total            | 126         | 33          | 9               | 1               | 4                 | 0                 | -          | -          | -                              | 3                              | 0                              | 142   | 34    |
| 2019-2020             | Newcastle United         | Premier League        | 19          | 0           | 2               | 0               | -                 | -                 | -          | -          | -                              | -                              | -                              | 21    | 0     |
| 2020-2021             | Newcastle United         | Premier League        | 18          | 1           | 1               | 0               | 3                 | 0                 | -          | -          | -                              | -                              | -                              | 22    | 1     |
| Sous-total            | Sous-total               | Sous-total            | 37          | 1           | 3               | 0               | 3                 | 0                 | -          | -          | -                              | -                              | -                              | 43    | 1     |
| 2021-2022             | Reading FC               | Championship          | 8           | 2           | -               | -               | -                 | -                 | -          | -          | -                              | -                              | -                              | 8     | 2     |
| 2022                  | West Bromwich Albion     | Championship          | 15          | 3           | -               | -               | -                 | -                 | -          | -          | -                              | -                              | -                              | 15    | 3     |
| 2022-2023             | Reading FC               | Championship          | 24          | 6           | 2               | 0               | -                 | -                 | -          | -          | -                              | -                              | -                              | 26    | 6     |
| Total sur la carrière | Total sur la carrière    | Total sur la carrière | 345         | 83          | 28              | 7               | 15                | 1                 | -          | -          | -                              | 7                              | 0                              | 395   | 91    |

### En sélection nationale

#### Liste des buts avec l'équipe d'Angleterre
| Buts en sélection de Andy Carroll | Buts en sélection de Andy Carroll | Buts en sélection de Andy Carroll | Buts en sélection de Andy Carroll | Buts en sélection de Andy Carroll | Buts en sélection de Andy Carroll | Buts en sélection de Andy Carroll |
| #                                 | Date                              | Lieu                              | Adversaire                        | Score                             | Résultats                         | Compétitions                      |
| --------------------------------- | --------------------------------- | --------------------------------- | --------------------------------- | --------------------------------- | --------------------------------- | --------------------------------- |
| 1                                 | 29 mars 2011                      | Stade de Wembley, Londres         | Ghana                             | 1-0                               | 1-1                               | Match amical                      |
| 2                                 | 15 juin 2012                      | Stade olympique de Kiev, Kiev     | Suède                             | 1-0                               | 3-2                               | Euro 2012                         |

## Palmarès
- Champion d'Angleterre de D2 en 2010 avec Newcastle United.
- Vainqueur de la Coupe de la ligue anglaise en 2012 avec Liverpool.
- Finaliste de la Coupe d'Angleterre en 2012 avec Liverpool.

## Vie privée
En mars 2009, il se bagarre avec Steven Taylor, son capitaine à Newcastle United. Taylor a la mâchoire cassée et Carroll la main fracturée. En décembre 2009, Carroll est de nouveau impliqué dans une bagarre dans un night-club de Newcastle, où il est accusé d'avoir éclaté un verre sur la tête du patron de l'établissement. Il est également le meilleur ami de l'ancien joueur de West Ham United Kevin Nolan.